# Impasto (peinture)
Pour les articles homonymes, voir Impasto.

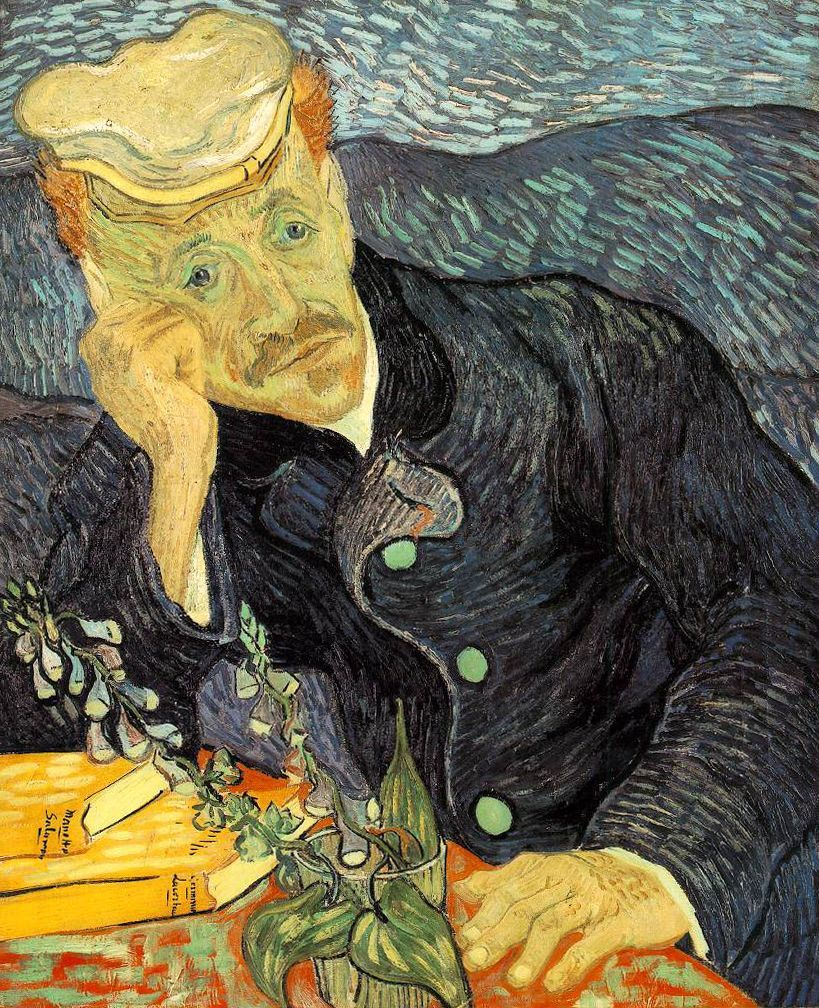
Portrait du docteur Gachet avec branche de digitale, de Vincent van Gogh (1890, coll. priv.).

La technique de l'empâtement (en italien : impasto) ou de la peinture par empâtement est une technique de peinture à l'huile ou à l'acrylique dans laquelle la couleur est déposée sur la toile en couches très épaisses à l'aide d'un pinceau, d'un couteau ou des doigts. Cela permet d'obtenir des textures différentes sur la surface d'un même tableau.

## Étymologie
Le mot impasto est d'origine italienne ; il signifie « pâte » ou « mélange » ; il est lié au verbe impastare, « pétrir » ou « coller ». L'usage italien de l'empâtement comprend à la fois une technique de peinture et une technique de poterie. Le nom racine de l'empâtement est pasta, qui signifie « pâte ».

## Caractéristiques
Dans la technique de l'impasto, la couleur, elle aussi appelée impasto, est souvent répartie sur la toile en quantités si importantes que les traces des coups de pinceau ou du couteau du peintre utilisés lors de la création de l'œuvre sont visibles. L'empâtement peut être préparé sur la palette ou directement sur la toile. Bien que la méthode la plus couramment utilisée pour ce type de peinture texturale soit généralement la peinture à l'huile, il est également possible d'utiliser des peintures acryliques en y ajoutant des gels spéciaux. L'artiste qui applique l'empâtement sur l'œuvre peut parfois mélanger les couleurs directement sur la toile. Lorsque l'empâtement est sec, il donne à l'œuvre finale un aspect plus texturé.

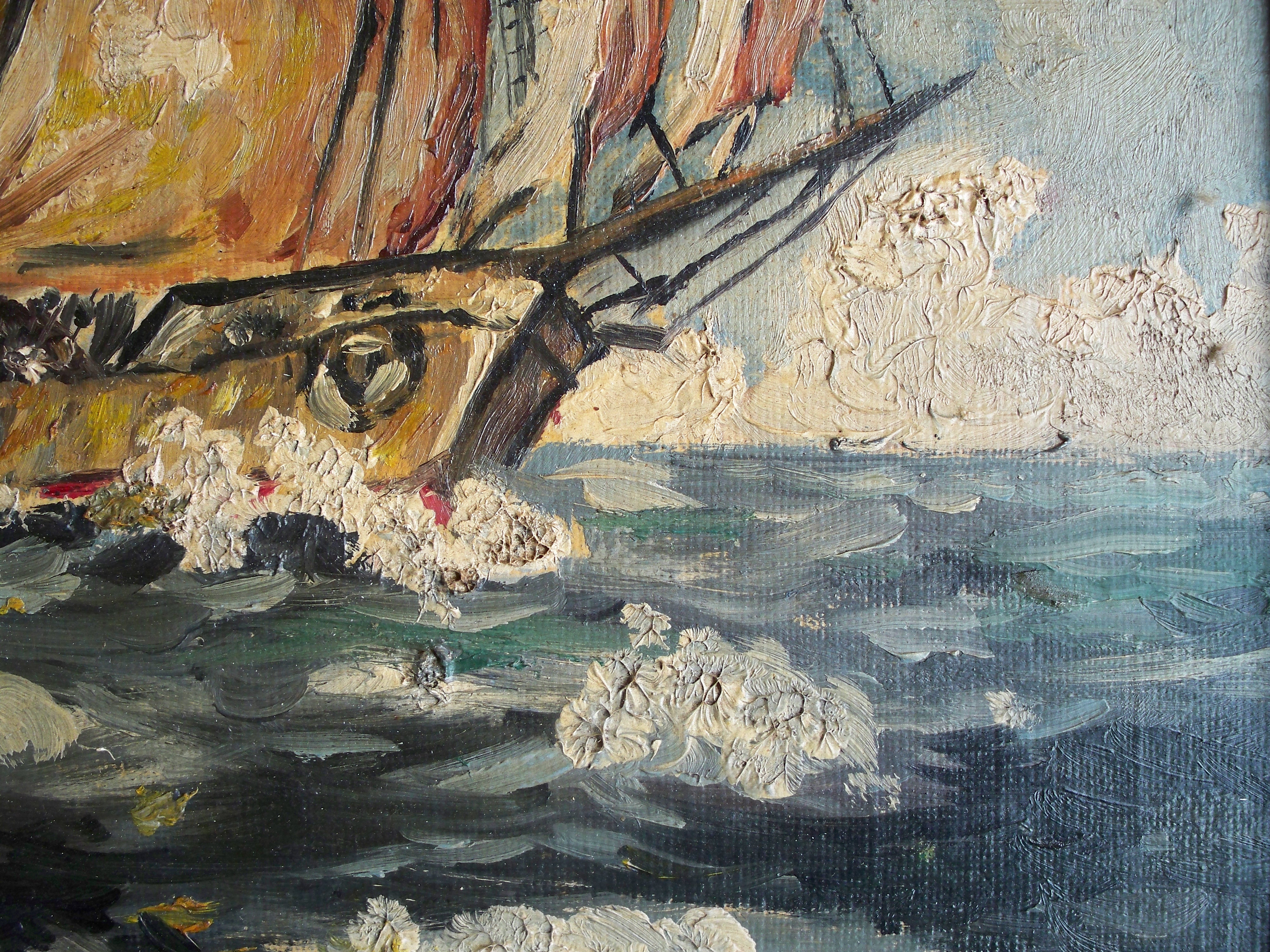
Détail d'un tableau où l'on distingue le volume de l'empâtement.

La technique de l'empâtement a plusieurs objectifs. Tout d'abord, elle permet à l'artiste de mieux contrôler les jeux de lumière dans le tableau,,. Deuxièmement, elle peut donner plus d'expressivité à la peinture, en suggérant au spectateur la force et la rapidité avec lesquelles l'artiste a appliqué l'empâtement. Troisièmement, la peinture appliquée de cette manière peut suggérer un rendu sculptural tridimensionnel à une peinture. Des maîtres comme Rembrandt, Diego Velázquez, Titien et Vermeer ont d'abord cherché à représenter les plis des vêtements ou des bijoux dans un style pictural délicat ou pour donner de la puissance à la lumière,,. Bien plus tard, les impressionnistes français ont créé des spécimens entièrement réalisés avec la technique de l'empâtement. Les expressionnistes abstraits tels que Hans Hofmann, Willem de Kooning et Jackson Pollock, tout comme Vincent van Gogh l'avait fait des années auparavant, l'ont largement utilisée pour accentuer la charge dramatique d'une peinture.
Le mot impasto désigne un ensemble d'ingrédients mélangés et est dérivé du latin tardif pasta et du grec ancien πάστη, qui signifie « farine mélangée à de l'eau et du sel ».

Quelques exemples d'œuvres pour lesquelles la technique de l'impasto a été utilisée
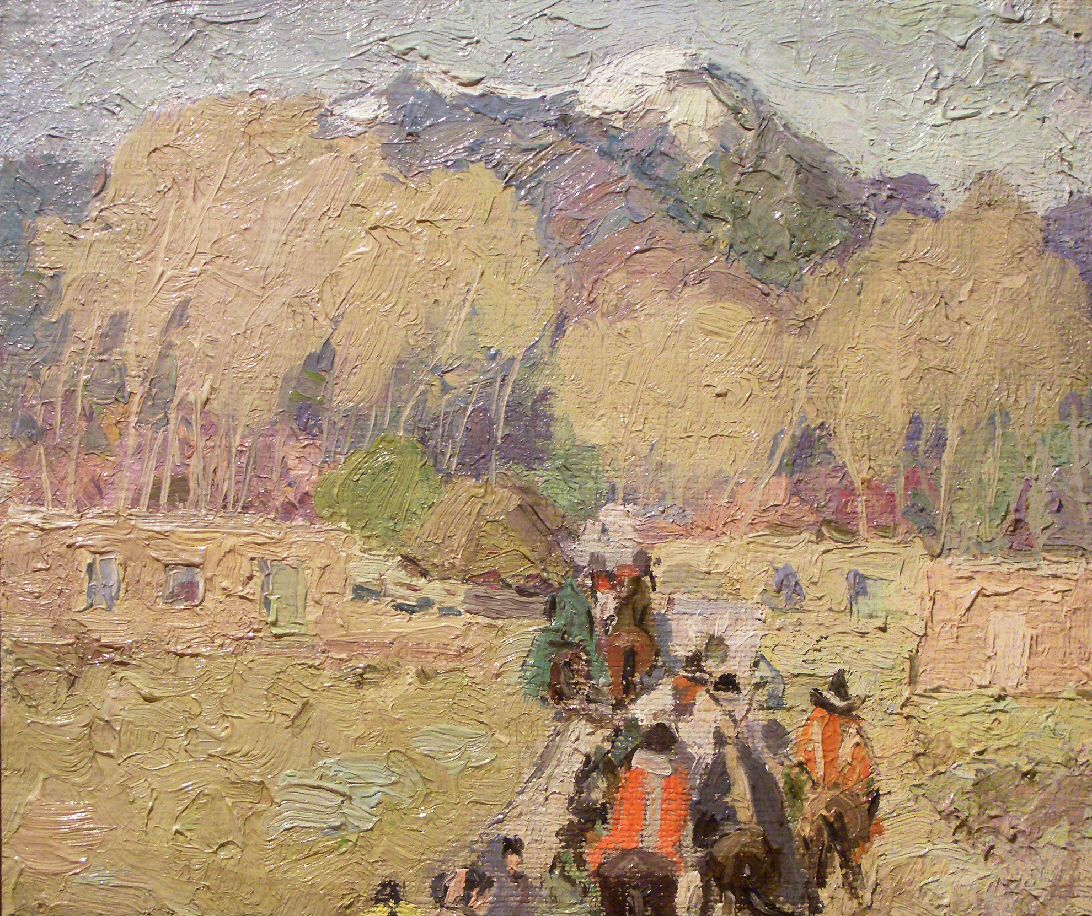
Taos Mountain, Trail Home, de Cordelia Wilson (en) (1920). Un paysage entièrement réalisé à l'impasto.
La Nuit étoilée, de Vincent van Gogh (1889). La technique de l'impasto et la structure des lignes donnent à l'observateur l'impression que le ciel est en mouvement[10].
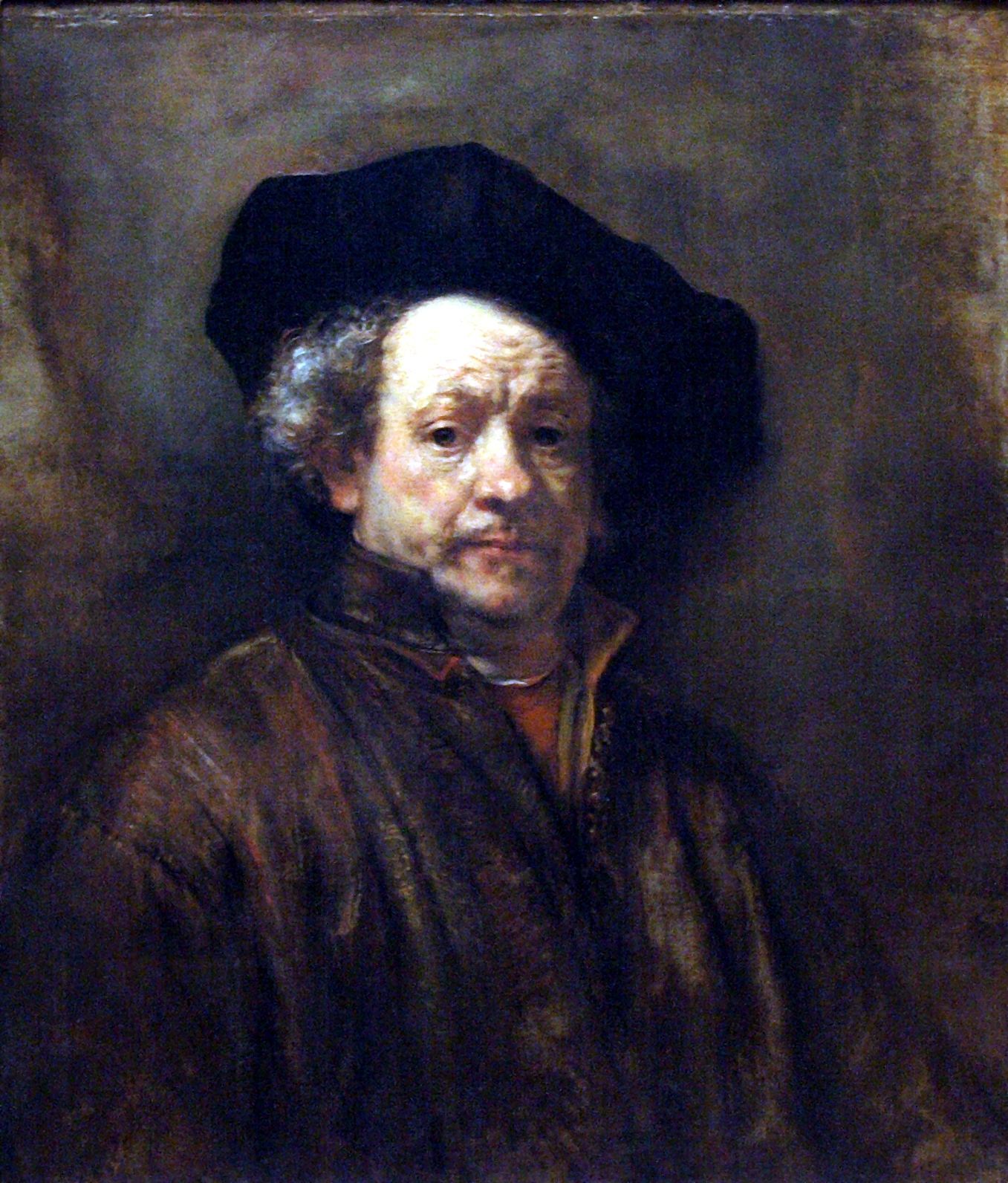
Autoportrait, de Rembrandt (1660). Son utilisation de l'impasto a certainement été inspirée par Titien, et cet ajout a permis à l'artiste d'inclure une nouvelle méthode d'illusion et d'exploitation de la lumière[6],[7],[11].